# DMZ 피스트레인 뮤직 페스티벌
DMZ 피스트레인 뮤직 페스티벌(영어: DMZ Peace Train Music Festival)은 매년 대한민국 강원특별자치도 철원군에서 열리는 록 페스티벌이다. 한반도의 평화와 화합을 취지로 처음 페스티벌이 기획되었다.
강원특별자치도, 철원군, 서울특별시가 주관하는 이 페스티벌은 글래스톤베리 페스티벌, 그레이트 이스케이프 페스티벌의 고문인 마틴 엘본이 2017년 잔다리 페스타의 주최자 공윤영, 이동연과 함께 비무장 지대를 방문하면서 처음 기획되었다. 2018년 부터 현재까지 개최되고 있으며, 마틴 엘본은 아프리카 익스프레스의 스티븐 버드, 쿠킹 바이닐의 마틴 골드슈미트와 함께 고문직을 수행하고 있다.

## 위치
강원특별자치도 철원군 고석정을 주요 장소로 사용하고 있으며, 소이산, 전 노동당사 유적, 월정리역과 같은 장소에서도 제한된 관객 수와 함께 공연이 진행된 바 있다.

## 티켓
첫 년도인 2018년은 무료였으며, 2019년 부터는 지역 경제 활성화 및 노쇼 방지를 위해 티켓값을 받고 있는 중이다.

## 라인업

### 2018년
| 6월 23일 토요일 | - 아도이 - 방백 - 빌리 카터 - 블루스파워 - 차진엽 Collective A - 갤럭시 익스프레스 - 히치하이커 - 이디오테잎 - 강산에 - 장기하와 얼굴들 - 키라라 - 이상순 - 노선택과 소울소스 - 선우정아 - 키드 프란체스콜리 - 미츠메 - 뉴턴 폴크너 - 품 비푸릿 - 타코 - 바두 게임 - 제노비아 |
| 6월 24일 일요일 | - 방백 - 차승우 (노브레인) - 크라잉넛 - 잠비나이 - 이승환 - 라이프 앤 타임 - 세이수미 - 새소년 - 씽씽 - 아노이스 - 콜로넬 머스타드 앤 더 디존 5 - 글렌 매틀록 - 조이스 조나탕 - 초동몰유파대                                                                                  |

### 2019년
| 6월 7일 금요일 | - 메킷레인 - 킹스턴 루디스카 - 세웅 쿠티 & 이집트 80 - 레아 블랙 - 괌파라 뮤직 - 사비 사리아                                                                                       |
| 6월 8일 토요일 | - 김사월X김해원 - 넘넘 - 데드버튼즈 - 소년 - 술탄 오브 더 디스코 - 잔나비 - 헬리비젼 X 김오키 - 혁오 - 최건 - 후지야 & 미야기 - 리틀 빅 비 - 루시, 투 - 몽구즈 앤 더 마그넷 - 빠미 |
| 6월 9일 일요일 | - 구룡열차 - 스텔라장 - 아마도 이자람 밴드 - 정태춘 박은옥 - 죠지 - 콜드 - So!YoON! - 엘리펀트 짐 - 아이스에이지 - 존 케일 - 라스트 트레인 - 피스                                  |

몇몇 음악가들은 소이산, 전 노동당사 유적, 월정리역 등 남북관계와 관련이 있는 장소에서 제한된 인원과 함께 공연하기도 했다.
| 6월 7일 금요일 | 1600 | 소이산           | - 윤재원                                                             |
| 6월 7일 금요일 | 1900 | 전 노동당사 유적 | - 김사월X김해원 - 김지원 (빌리 카터) - 백현진 - 앰비규어스댄스컴퍼니 |
| 6월 8일 토요일 | 1300 | 월정리역         | - 김철웅 - 우주왕복선싸이드미러 - 정밀아                             |

### 2022년
| 10월 1일 토요일   | - 바밍타이거 - 봉제인간 - 소음발광 - CHS - 윤수일 밴드 - 이랑 - 카더가든 - 해파리 - 효도 앤 베이스 - 밴딧 밴딧 - 마키마쿠크 - 스타크롤러                                            |
| Sunday, October 2 | - 김오키뻐킹매드니스 - 김일두와 불세출 - 너드커넥션 - 넉살 X 까데호 - 노브레인 - 불고기디스코 - 이날치 X 앰비규어스댄스컴퍼니 - 한영애 - 보헤미안 베트야스 - HYBS - 인스펙터 클루조 |

2019년에 이어 2022년에도 월정리역에서 공연을 진행했고, 단 150명의 관객만을 수용했다.
| 10월 1일 토요일 | 150 | 월정리역 | - 이랑 - 김재훈 |

### 2023년
| 9월 2일 토요일 | - 250 - 게이트 플라워즈 - 베리코이버니 - 실리카겔 - 씨피카 - 와와와 - 이디오테잎 - 이상은 - 힙노시스 테라피 - 크로마 - DYGL - 미하엘 로터 - 南洋派對N.Y.P.D. - 투타드 |
| 9월 3일 일요일 | - 김뜻돌 - 마이앤트메리 - 소금 - 숨비 - 아도이 - 최백호 - 잠비나이 - 프렌테 쿰비에로 - HMLTD - 키키 - 마일드 하이 클럽 - 온라                                         |

## 같이 보기
- 대한민국의 음악제 목록